# Parepierus indiicola
Parepierus indiicola är en skalbaggsart som först beskrevs av Miłosz A. Mazur 1975.  Parepierus indiicola ingår i släktet Parepierus och familjen stumpbaggar. Inga underarter finns listade i Catalogue of Life.